# نگو کا-نین
نگو کا-نین (انگلیسی: Ngo Ka-nin؛ زادهٔ ۲۶ سپتامبر ۱۹۷۶) بازیگر اهل هنگ کنگ است.
از فیلم‌ها یا مجموعه‌های تلویزیونی که وی در آن‌ها نقش داشته است، می‌توان به ایپ من ۲ اشاره نمود.